# Campionati svedesi di sci alpino 2023
I Campionati svedesi di sci alpino 2023 si sono svolti a Duved e a Sollefteå dall'8 al 25 marzo; il programma ha incluso gare di discesa libera, supergigante, slalom gigante e slalom speciale, sia maschili sia femminili. 
Trattandosi di competizioni valide anche ai fini del punteggio FIS, vi hanno potuto partecipare anche sciatori di altre federazioni, senza che questo consentisse loro di concorrere al titolo nazionale svedese. 

## Risultati

### Uomini

#### Discesa libera
| Pos. | Atleta             | Nazione  | Tempo   |
| ---- | ------------------ | -------- | ------- |
| 1    | Olle Sundin        | Svezia   | 1:56,77 |
| 2    | Filip Steinwall    | Svezia   | 1:57,55 |
| 3    | Magnus Sande Graff | Norvegia | 1:57,88 |
| 4    | Olle Hahlin        | Svezia   | 1:58,54 |
| 5    | Elias Grym         | Svezia   | 1:58,58 |
| 6    | Jonas Buer         | Norvegia | 1:58,96 |
| 7    | Emil Ziherl        | Svezia   | 1:59,00 |
| 8    | Aksel Hammer       | Norvegia | 1:59,06 |
| 9    | Atle Wallin        | Svezia   | 1:59,19 |
| 10   | Aaron Isaksson     | Svezia   | 1:59,32 |

Località: Duved

Data: 8 marzo

#### Supergigante
| Pos. | Atleta              | Nazione  | Tempo   |
| ---- | ------------------- | -------- | ------- |
| 1    | Magnus Sande Graff  | Norvegia | 1:04,53 |
| 2    | Aksel Hammer        | Norvegia | 1:04,67 |
| 3    | Jørgen Aarøen Taklo | Norvegia | 1:04,79 |
| 4    | Olle Sundin         | Svezia   | 1:04,81 |
| 5    | Benjamin Hansson    | Svezia   | 1:04,96 |
| 6    | Olle Hahlin         | Svezia   | 1:05,04 |
| 7    | Emil Nyberg         | Svezia   | 1:05,29 |
| 8    | Elias Grym          | Svezia   | 1:05,37 |
| 9    | Edwin Lundbäck      | Svezia   | 1:05,38 |
| 10   | Jonas Buer          | Norvegia | 1:05,42 |

Località: Duved

Data: 9 marzo

#### Slalom gigante
| Pos. | Atleta           | Nazione | Tempo   |
| ---- | ---------------- | ------- | ------- |
| 1    | William Hansson  | Svezia  | 2:10,99 |
| 2    | Axel Lindqvist   | Svezia  | 2:11,21 |
| 3    | Emil Nyberg      | Svezia  | 2:11,74 |
| 4    | Mattias Rönngren | Svezia  | 2:11,99 |
| 5    | Lucas Kongsholm  | Svezia  | 2:12,05 |
| 6    | Adam Hofstedt    | Svezia  | 2:12,08 |
| 7    | Oskar Gillberg   | Svezia  | 2:12,63 |
| 8    | Albin Larsson    | Svezia  | 2:12,66 |
| 9    | Gustaf Lindqvist | Svezia  | 2:12,95 |
| 10   | Johan Silfält    | Svezia  | 2:13,01 |

Località: Sollefteå

Data: 24 marzo

#### Slalom speciale
| Pos. | Atleta           | Nazione | Tempo   |
| ---- | ---------------- | ------- | ------- |
| 1    | Fabian Ax Swartz | Svezia  | 1:29,02 |
| 2    | William Hansson  | Svezia  | 1:29,15 |
| 3    | Axel Lindqvist   | Svezia  | 1:29,21 |
| 4    | Adam Hofstedt    | Svezia  | 1:29,35 |
| 5    | William Jonsson  | Svezia  | 1:29,48 |
| 6    | Lucas Kongsholm  | Svezia  | 1:30,21 |
| 7    | Gustav Wissting  | Svezia  | 1:30,29 |
| 8    | Hugo Edmark      | Svezia  | 1:30,68 |
| 9    | David Törnqvist  | Svezia  | 1:30,70 |
| 10   | Gustaf Lindqvist | Svezia  | 1:30,73 |
| 10   | Adam Palmer      | Svezia  | 1:30,73 |
| 10   | Emil Pettersson  | Svezia  | 1:30,73 |

Località: Sollefteå

Data: 25 marzo

### Donne

#### Discesa libera
| Pos. | Atleta              | Nazione | Tempo   |
| ---- | ------------------- | ------- | ------- |
| 1    | Lisa Ekström        | Svezia  | 2:03,89 |
| 2    | Tomasine De Brito   | Svezia  | 2:03,91 |
| 3    | Isabel Sjölin       | Svezia  | 2:04,68 |
| 4    | Amber Adsten        | Svezia  | 2:05,13 |
| 5    | Ebba Sjöqvist       | Svezia  | 2:05,19 |
| 6    | Tilde Danell        | Svezia  | 2:05,51 |
| 7    | Hedvig Oskarsson    | Svezia  | 2:05,86 |
| 8    | Sophie Nyberg       | Svezia  | 2:05,88 |
| 9    | Iris Andersson Öien | Svezia  | 2:06,01 |
| 10   | Saga Jonsson        | Svezia  | 2:06,04 |

Località: Duved

Data: 8 marzo

#### Supergigante
| Pos. | Atleta                  | Nazione | Tempo   |
| ---- | ----------------------- | ------- | ------- |
| 1    | Amber Adsten            | Svezia  | 1:07,93 |
| 2    | Lisa Ekström            | Svezia  | 1:07,94 |
| 3    | Tomasine De Brito       | Svezia  | 1:08,39 |
| 4    | Iris Andersson Öien     | Svezia  | 1:08,47 |
| 5    | Emma Holmqvist          | Svezia  | 1:08,48 |
| 6    | Sophie Nyberg           | Svezia  | 1:08,66 |
| 7    | Saga Jonsson            | Svezia  | 1:08,97 |
| 8    | Tilde Danell            | Svezia  | 1:09,11 |
| 9    | Stella Rodling Swanberg | Svezia  | 1:09,52 |
| 10   | Agnes Martin-Löf        | Svezia  | 1:09,54 |

Località: Duved

Data: 9 marzo

#### Slalom gigante
| Pos. | Atleta                | Nazione | Tempo   |
| ---- | --------------------- | ------- | ------- |
| 1    | Hilma Lövblom         | Svezia  | 2:13,21 |
| 2    | Moa Landström         | Svezia  | 2:13,85 |
| 3    | Moa Boström Müssener  | Svezia  | 2:13,99 |
| 4    | Liza Backlund         | Svezia  | 2:14,06 |
| 5    | Liv Ceder             | Svezia  | 2:14,22 |
| 6    | Anna Swenn Larsson    | Svezia  | 2:14,48 |
| 7    | Cornelia Öhlund       | Svezia  | 2:14,66 |
| 8    | Susanne Jakobsen      | Svezia  | 2:14,85 |
| 9    | Emelie Henning        | Svezia  | 2:14,87 |
| 10   | Hanna Aronsson Elfman | Svezia  | 2:15,15 |

Località: Sollefteå

Data: 24 marzo

#### Slalom speciale
| Pos. | Atleta                | Nazione | Tempo   |
| ---- | --------------------- | ------- | ------- |
| 1    | Anna Swenn Larsson    | Svezia  | 1:29,92 |
| 2    | Hanna Aronsson Elfman | Svezia  | 1:31,58 |
| 3    | Cornelia Öhlund       | Svezia  | 1:31,82 |
| 4    | Estelle Alphand       | Svezia  | 1:32,11 |
| 5    | Susanne Jakobsen      | Svezia  | 1:32,23 |
| 6    | Liv Ceder             | Svezia  | 1:32,30 |
| 7    | Emelie Henning        | Svezia  | 1:32,32 |
| 8    | Lisa Nyberg           | Svezia  | 1:32,61 |
| 9    | Julia Digerfors       | Svezia  | 1:32,82 |
| 10   | Lisa Nyberg           | Svezia  | 1:32,92 |

Località: Sollefteå

Data: 25 marzo